# Alessandro Miressi
Alessandro Miressi (Turim, 2 de outubro de 1998) é um nadador italiano, medalhista olímpico.

## Carreira

### Tóquio 2020
Miressi conquistou a medalha de prata nos Jogos Olímpicos de Verão de 2020 em Tóquio na prova de revezamento 4×100 m livre masculino com a marca de 3:10.11 e o bronze no revezamento 4×100 m medley masculino com o tempo de 3:29.17.

### 2022
Em 18 de junho, ao lado de Lorenzo Zazzeri, Manuel Frigo e Thomas Ceccon, obteve o bronze no 4×100 m livre do Campeonato Mundial de Esportes Aquáticos em Budapeste. Uma semana depois, ganhou o ouro no 4×100 m medley da mesma competição, onde sua equipe estabeleceu o novo recorde europeu da prova com o tempo de três minutos, 27 segundos e 51 centésimos.
Em 13 de dezembro, junto com Ceccon, Leonardo Deplano e Paolo Conte Bonin, conquistou o título e quebrou o recorde mundial no 4×100 m livre do Mundial em Piscina Curta em Melbourne com a marca de 3min2s75cs. Dois dias depois, obteve mais duas medalhas no evento: um bronze nos 100 m livre e uma prata no 4×50 m livre.